# Mandragore (Bibliothèque nationale de France)
Pour les articles homonymes, voir Mandragore (homonymie).
Mandragore est la base iconographique des enluminures des manuscrits conservés par la Bibliothèque nationale de France.

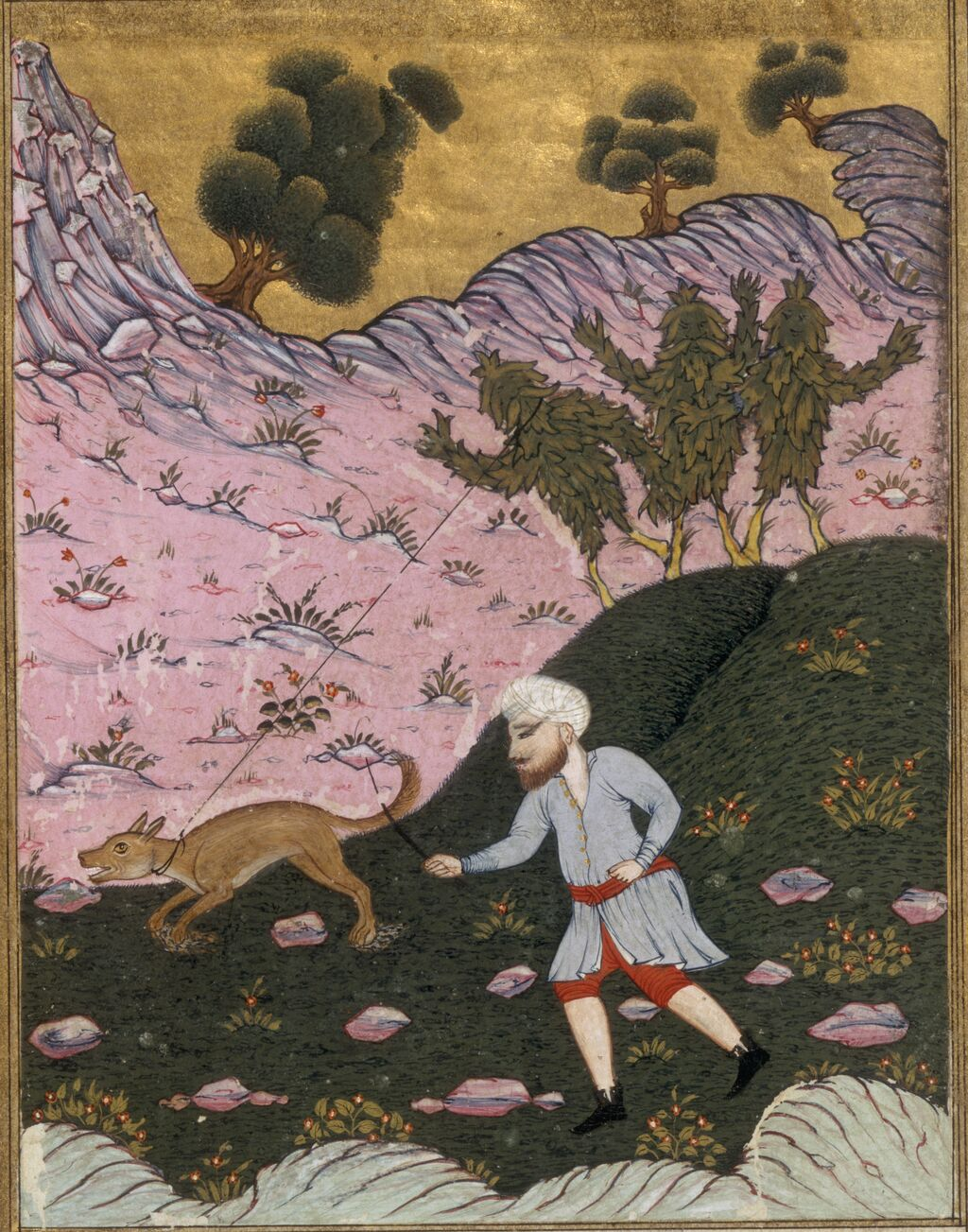
Image d'accueil de la base d'enluminures Mandragore : Récolte de la mandragore, BnF, Supplément Persan 1063, f. 17v., https://mandragore.bnf.fr/ark:/12148/cgfbt929183

Son logo (jusqu’en 2022), puis l’enluminure mise en avant sur sa page d’accueil, est une scène de récolte de la mandragore issue d’un manuscrit turc du traité sur les merveilles du monde d’al-Qazwini.

## Contenu et interrogation
En 2022, la base Mandragore décrivait 208 841 enluminures, ou unités de décor, issues de 6 831 manuscrits de la Bibliothèque de l’Arsenal et du département des Manuscrits de la BnF, de différentes époques et aires culturelles. Les plus anciennes de ces œuvres remontent à l’Égypte pharaonique et les plus récentes à l’époque contemporaine, avec une couverture géographique allant du Mexique au Japon en passant par l'Europe, l'Afrique du Nord et la péninsule indienne. Cependant, toutes les collections de la Bibliothèque nationale de France ne sont pas encore indexées, et Mandragore est régulièrement mise à jour avec de nouveaux manuscrits.
Depuis 2022, les données de Mandragore sont organisées en notice d’unités de décor et d’unités de création, qu’il est possible de rechercher séparément. Une unité de décor est une scène d’une enluminure, schéma, dessin, sceau ou décor de reliure. Une unité de création est « l’ensemble des interventions d'un artiste à une même date et en un même lieu sur un manuscrit ou une œuvre donnés » et permet donc de distinguer les différentes opérations successives de décor d’un même manuscrit par plusieurs artistes.
Chaque unité de décor, localisée à l’intérieur d’un manuscrit (par sa cote, son numéro de page ou de feuillet, son unité de création et les références du texte illustré), est caractérisée par le sujet de la scène représentée. Tout ce qui est visible sur l’enluminure (objets, lieux, personnes identifiables…) est précisément indexé par des mots-clés. La notice donne également quelques informations de contexte (transcription des rubriques, des inscriptions présentes sur l’image, etc.). La plupart des unités de décor sont accompagnées d’une reproduction qu’il est possible d’afficher sous forme d’annotation IIIF dans le visualiseur Mirador.
Depuis 2022, le site de Mandragore permet trois types d’interrogation : la recherche simple (tous mots, guidée par une auto-complétion), la recherche avancée (avec de nombreux champs dont il est possible de parcourir les index) et l’exploration hiérarchisée des cotes de manuscrits, sujets des enluminures, et mots-clés d’indexation.
Les données de Mandragore sont publiées sous licence ouverte Etalab, à l’exception des reproductions, utilisables seulement pour un usage non-commercial à l’image des numérisations de Gallica.

## Historique
Imaginée dès 1987, la base iconographique « Mandragore » est initialement un projet du Centre de Recherche sur les Manuscrits Enluminés, une unité mixte de recherche du CNRS et de la Bibliothèque Nationale, dirigée par François Avril. Elle est mise en service en septembre 1989 sur un ordinateur équipé du logiciel DBase, ce qui en fait l’une des plus anciennes bases de données informatisées de la Bibliothèque nationale de France encore en activité. Son enrichissement est alors coordonnée par Jean-Pierre Aniel et Nicole Fleurier. Les requêtes des chercheurs étaient formulées par courrier postal.
En 1995, la Bibliothèque nationale de France nouvellement formée envisage l’intégration de Mandragore dans BN-Opaline, son catalogué fédéré des collections et répertoires des collections spécialisées, mais la base est finalement migrée telle quelle vers un nouveau SGBD, Microsoft Access, en 2001. Cette migration a notamment pour objectif d’associer des photographies des enluminures aux notices de décor.
Elle est mise en ligne en 2003 à l'occasion du Salon du livre de Paris. Ce premier site Internet s’appuie sur une base de données Oracle. Il décrit 80 000 enluminures, dont 10% sont numérisées, et propose déjà une recherche avancée appuyée sur différents index. Le thésaurus iconographique y est accessible sous forme d’« exploration thématique » avec des notices de descripteurs.
En parallèle de l’enrichissement de Mandragore (nouvelles descriptions et nouvelles numérisations), une longue réflexion en vue de la refonte de la base est menée dès 2009 pour aboutir à un nouveau site Internet en 2022. Celle-ci est notamment menée dans le cadre de l’équipement d’excellence Biblissima de 2012 à 2021,. Des expérimentations liées à l’interopérabilité des bases de données et des images, notamment à travers le protocole IIIF, y compris pour la segmentation et reconnaissance automatique, sont réalisées, et leurs résultats sont mis à disposition sur le site BnF API et jeux de données,,. Le modèle conceptuel des données est revu avec par exemple une réflexion sur les notions de « cote », de « texte enluminé », d’« unité de création » et d’« unité de décor ». En 2021, la base de production passe d’un modèle relationnel à un encodage des données en XML, selon la DTD EAD 2002 utilisée par les bibliothèques françaises pour la description des manuscrits, à travers un outil interne appelé PIXML,.

## Thésaurus iconographique
La base Mandragore tirait initialement les mots-clés (ou descripteurs) servant à l’indexation des enluminures du Thésaurus iconographique de François Garnier, publié en 1984 et utilisé par de nombreuses bases de données du ministère de la Culture, telles que Joconde. Les mots-clés n’étaient cependant pas hiérarchisés, mais regroupés selon quelques « catégories » choisies dans la classification décimale de Dewey.
Au fur et à mesure des enrichissements de Mandragore, de nouveaux mots-clés sont créés, ce qui conduit à faire diverger le vocabulaire iconographique des autres bases de données s’appuyant sur le Thésaurus de Garnier (conservé tel quel ou enrichi d’autres ajouts). Les choix d’indexation amènent à utiliser des concepts très précis, issus de taxonomies contemporaines, qui ne correspondent pas forcément aux connaissances des enlumineurs.
De 2006 à 2009, une expérimentation est menée dans le cadre du projet STITCH (Semantic Interoperability to Access Cultural Heritage) pour aligner le vocabulaire de Mandragore avec la classification IconClass de la Bibliothèque royale des Pays-Bas,,. Il s’agit de l’une des premières utilisations du standard SKOS. À la suite de cette expérimentation, le vocabulaire devient multilingue grâce à la traduction des principaux mots-clés en anglais, allemand, italien et espagnol (sauf noms propres).
Le référentiel des descripteurs iconographiques du portail Biblissima est construit grâce à l’alignement du vocabulaire de Mandragore et du thésaurus iconographique de la base Initiale de l'IRHT. Il est publié au format SKOS et utilisé pour une interface spécifique de visualisation et d’exploration de l’iconographie.
Depuis 2022, le thésaurus iconographique de Mandragore est conforme à la norme ISO 25964. Il distingue concepts et termes, fait des liens aux fichiers d’autorités de la BnF et utilise des relations hiérarchiques et associatives entre concepts. Il est consultable directement sur le site de Mandragore, par l’intermédiaire de l’exploration par mot-clé qui permet d’accéder au classement par catégories et aux notices de chaque mot-clé, et mis à disposition au format SKOS sur le site BnF API et jeux de données. En 2022, le thésaurus comptait 31 559 termes pour 20 376 mots-clés (concepts), utilisés 733 141 fois pour la description des enluminures.

## Liens avec d'autres bases de données

### Bases de la Bibliothèque nationale de France
Mandragore étant l’une des plus anciennes bases de la Bibliothèque nationale de France, elle n’est pas toujours liée aux outils mis en place plus récemment. En 2024, l’amélioration de ces liens est annoncée sur le site comme l’une des prochaines mises à jour.

#### Gallica
Gallica est la bibliothèque numérique de la Bibliothèque nationale de France et de ses partenaires. Mise en ligne en 1997, elle n’inclut des numérisations intégrales de manuscrits qu’à partir de 2007, plusieurs années après la mise en ligne de Mandragore. En 2024, une recherche par type de document « manuscrit » renvoie 1 1 résultats consultables en ligne. Ces manuscrits, enluminés ou non, sont accessibles en couleurs ou en noir-et-blanc lorsqu’ils sont numérisés d’après microfilm. On peut donc y trouver des numérisations de manuscrits qui ne sont pas décrits dans Mandragore, mais la recherche ne porte que sur la notice descriptive du manuscrit entier, car il n’y a pas de reconnaissance automatique du texte ni de dépouillement du décor.
Si la plupart des images de Mandragore sont également accessibles dans Gallica, certaines reproductions partielles d’une seule ou de quelques enluminures proviennent de la Banque d’Images, ou sont seulement accessibles dans Mandragore.

#### BnF Archives et Manuscrits
BnF Archives et Manuscrits est le catalogue des manuscrits de la BnF. Il est accessible en ligne depuis 2007, alimenté par des instruments de recherche produits au format XML/EAD,. Tous les manuscrits conservés par la BnF y disposent d’une notice générale, dont la qualité varie. Les enluminures n’y sont pas dépouillées comme dans Mandragore. Depuis 2021, les données de Mandragore sont encodées en EAD dans les mêmes instruments de recherche que BnF Archives et Manuscrits, mais les liens ne sont pas encore apparents.

#### BnF Banque d’images
Créée en 2002 à la suite de la numérisation de la photothèque du service photographique de la Bibliothèque nationale de France, la banque d’images a fait l’objet d’un nouveau site Internet en 2019. Elle propose à la vente les reproductions de nombreuses collections iconographiques de la BnF, y compris des manuscrits enluminés dont certains ne sont pas encore décrits dans Mandragore. Contrairement à Gallica, des reproductions partielles peuvent y figurer. Il s’agit d’un outil pensé en premier lieu pour les usages professionnels, notamment éditoriaux.

#### BnF Reliures
Lancée en avril 2013, la base des reliures est un outil permettant de décrire et de présenter les reliures précieuses des collections de la Bibliothèque nationale de France. Il associe des notices au format XML/TEI et des reproductions des reliures. Le choix a été fait de privilégier dans un premier temps la mise en ligne de reliures françaises à décor du XVIe au XIXe siècle conservées à la Réserve des livres rares, à l’exclusion donc des manuscrits.
Parallèlement, la base Mandragore décrit l’iconographie de certaines reliures de manuscrits, permettant d’envisager un lien entre les deux bases.

#### Icono15
De 1988 à 2000, la Réserve des livres rares et précieux de la Bibliothèque nationale (puis Bibliothèque nationale de France) a piloté un chantier d’inventaire et de description codifiée des illustrations des incunables français, avec une attention particulière au réemploi de gravures sur bois ou sur métal dans différents ouvrages imprimés du XVIe siècle. Une interface publique, imaginée en 2010 sur le modèle de Mandragore, n’a jamais été développée.
La possibilité d’interroger la base Icono15 est présentée comme une évolution prochaine sur le site de Mandragore. En 2024, elle n’est pas encore accessible.

#### Data BnF
Le projet Data BnF, mis en ligne en 2011, a pour objectif de fédérer les données des différentes bases de la Bibliothèque nationale de France et d’en accroître la visibilité. Dans la feuille de route 2020-2024, des réflexions sont annoncées pour y intégrer les données de Mandragore.

### Bases d'enluminures
Dans les années 2000, une articulation entre les différentes bases de données d’enluminures des manuscrits des bibliothèques françaises est mise en place. Elle était présentée sur le site www.manuscritsenlumines.fr :
- la base Mandragore décrit les manuscrits conservés par la Bibliothèque nationale de France (y compris la Bibliothèque de l’Arsenal).
- la base Enluminures décrit les manuscrits conservés par les bibliothèques municipales, dépendant du ministère de la Culture[39]. Depuis 2018-2019, elle est intégrée à la Plateforme Ouverte du Patrimoine du Ministère de la Culture[40].
- la base Liber Floridus décrivait les manuscrits conservés par les bibliothèques universitaires, dépendant du ministère de l’Enseignement supérieur. Elle était initialement construite autour des collections de la Bibliothèque Sainte-Geneviève et de la Bibliothèque Mazarine, avec une forte implication de ces établissements[41]. Elle a été remplacée par le site Initiale.

Les bases Enluminures et Liber Floridus étaient sous la responsabilité scientifique de la Section des manuscrits enluminés de l'Institut de recherche et d’histoire des textes, produites en interne dans une même base de données appelée Initiale. En 2011, cette base est elle-même mise en ligne. Elle est présentée comme le « catalogue informatisé de manuscrits enluminés du Moyen Âge, principalement de ceux qui sont conservés dans les bibliothèques publiques de France, hors Bibliothèque nationale de France. »
Bien que le fonctionnement de la base Initiale soit semblable à celui de Mandragore, on peut noter plusieurs différences, comme la présence d’une section « Bibliographie » ou l’utilisation de différents thésaurus hiérarchisés, ou encore le fait qu’Initiale se concentre sur les manuscrits du Moyen Âge européen. Bien que les deux bases aient construit leur vocabulaire d’indexation sur le Thésaurus de Garnier, les enrichissements séparés ont fait diverger ces deux vocabulaires, et l’indexation fine n’est pas systématique dans Initiale.
Entre 2012 et 2021, l’équipement d’excellence Biblissima rassemble différents partenaires institutionnels, dont la Bibliothèque nationale de France et l’Institut de Recherche et d’Histoire des Textes, pour rendre interopérables différentes bases de données sur le patrimoine écrit du Moyen Âge et de la Renaissance en Occident du VIIIe au XVIIIe siècle. Un prototype portant sur les bases Initiale et Mandragore est mis en ligne en 2015, avant l’ouverture du portail définitif en 2017,. Il permet de rechercher dans un ensemble de plus de 3 0 notices d’enluminures et éléments de décors provenant d'Initiale et de Mandragore. Au-delà de leur interrogation croisée, ce portail offre une réelle mise en dialogue des données grâce à l’alignement des deux vocabulaires iconographiques. À partir de 2021, celle-ci est exploitée dans une interface spécifique pour l’iconographie. Les reproductions numériques des enluminures (feuillet complet ou détail) sont également consultables directement dans le portail Biblissima (images numériques provenant soit de Gallica, de Mandragore, ou de la Bibliothèque virtuelle des manuscrits médiévaux de l'IRHT-CNRS). Cependant, le portail Biblissima n’offre pas certaines des fonctionnalités de recherches très spécifiques des bases sources, telles que les notices des unités de créations.